# Andrés Escobar
Andrés Escobar Saldarriaga (Medellín, 13 maart 1967 – aldaar, 2 juli 1994) was een Colombiaans voetballer, die uitkwam voor Atlético Nacional en het Colombiaanse nationale elftal. Hoewel hij de achternaam van zijn beruchte plaatsgenoot Pablo deelde, waren de twee Escobars geen familie.
Escobar werd op 2 juli 1994 in zijn geboortestad Medellín doodgeschoten. Dit gebeurde tien dagen nadat hij op het wereldkampioenschap voetbal in 1994 in de Verenigde Staten een eigen doelpunt had gemaakt.

## Loopbaan
Escobar was een verdediger en kwam in zijn loopbaan uit voor Atlético Nacional en Young Boys. Met Atlético Nacional won hij in 1989 de Copa Libertadores en de Copa Interamericana. Hij kwam in totaal vijftig keer uit voor het nationale team en wist daarin eenmaal te scoren, in 1988 tegen Engeland.
Escobar maakte deel uit van een van de beste generaties spelers uit de geschiedenis van het Colombiaanse voetbal, samen met onder anderen middenvelder Carlos Valderrama en doelman René Higuita. Hij maakte zijn debuut voor de nationale ploeg op 30 maart 1988 in de met 3-0 gewonnen vriendschappelijke wedstrijd tegen Canada in Armenia, net als doelman Eduardo Niño.
Bij het WK in de Verenigde Staten maakte hij het fatale eigen doelpunt in een wedstrijd tegen de Verenigde Staten. Mede door dit eigen doelpunt verloor Colombia met 2-1 en was het land in de eerste ronde uitgeschakeld.
| Interlands van Andrés Escobar voor Colombia | Interlands van Andrés Escobar voor Colombia | Interlands van Andrés Escobar voor Colombia | Interlands van Andrés Escobar voor Colombia | Interlands van Andrés Escobar voor Colombia | Interlands van Andrés Escobar voor Colombia |
| №                                           | Datum                                       | Wedstrijd                                   | Uitslag                                     | Competitie                                  | Goals                                       |
| Als speler van Atlético Nacional            | Als speler van Atlético Nacional            | Als speler van Atlético Nacional            | Als speler van Atlético Nacional            | Als speler van Atlético Nacional            | Als speler van Atlético Nacional            |
| ------------------------------------------- | ------------------------------------------- | ------------------------------------------- | ------------------------------------------- | ------------------------------------------- | ------------------------------------------- |
| 1                                           | 30 maart 1988                               | Colombia – Canada                           | 3 – 0                                       | Oefeninterland                              |                                             |
| 2                                           | 14 mei 1988                                 | Verenigde Staten – Colombia                 | 0 – 2                                       | Oefeninterland                              |                                             |
| 3                                           | 17 mei 1988                                 | Schotland – Colombia                        | 0 – 0                                       | Oefeninterland                              |                                             |
| 4                                           | 19 mei 1988                                 | Finland – Colombia                          | 1 – 3                                       | Oefeninterland                              |                                             |
| 5                                           | 24 mei 1988                                 | Engeland – Colombia                         | 1 – 1                                       | Oefeninterland                              | 66'                                         |
| 6                                           | 7 augustus 1988                             | Colombia – Uruguay                          | 2 – 1                                       | Oefeninterland                              |                                             |
| 7                                           | 3 februari 1989                             | Colombia – Peru                             | 1 – 0                                       | Oefeninterland                              |                                             |
| 8                                           | 5 februari 1989                             | Colombia – Chili                            | 1 – 0                                       | Oefeninterland                              |                                             |
| 9                                           | 9 maart 1989                                | Colombia – Argentinië                       | 1 – 0                                       | Oefeninterland                              |                                             |
| 10                                          | 24 juni 1989                                | Verenigde Staten – Colombia                 | 0 – 1                                       | Oefeninterland                              |                                             |
| 11                                          | 27 juni 1989                                | Colombia – Haïti                            | 4 – 0                                       | Oefeninterland                              |                                             |
| Als speler van BSC Young Boys               |                                             |                                             |                                             |                                             |                                             |
| 12                                          | 3 juli 1989                                 | Venezuela – Colombia                        | 2 – 4                                       | Copa América                                |                                             |
| 13                                          | 5 juli 1989                                 | Colombia – Paraguay                         | 0 – 1                                       | Copa América                                |                                             |
| 14                                          | 7 juli 1989                                 | Brazilië – Colombia                         | 0 – 0                                       | Copa América                                |                                             |
| 15                                          | 9 juli 1989                                 | Colombia – Peru                             | 1 – 1                                       | Copa América                                |                                             |
| 16                                          | 6 augustus 1989                             | Uruguay – Colombia                          | 0 – 0                                       | Oefeninterland                              |                                             |
| 17                                          | 20 augustus 1989                            | Colombia – Ecuador                          | 2 – 0                                       | WK-kwalificatie                             |                                             |
| 18                                          | 27 augustus 1989                            | Paraguay – Colombia                         | 2 – 1                                       | WK-kwalificatie                             |                                             |
| 19                                          | 03 september 1989                           | Ecuador – Colombia                          | 0 – 0                                       | WK-kwalificatie                             |                                             |
| 20                                          | 17 september 1989                           | Colombia – Paraguay                         | 2 – 1                                       | WK-kwalificatie                             |                                             |
| 21                                          | 15 oktober 1989                             | Colombia – Israël                           | 1 – 0                                       | WK-kwalificatie                             |                                             |
| 22                                          | 30 oktober 1989                             | Israël – Colombia                           | 0 – 0                                       | WK-kwalificatie                             |                                             |
| 23                                          | 4 mei 1990                                  | Colombia – Polen                            | 2 – 1                                       | Oefeninterland                              |                                             |
| 24                                          | 9 juni 1990                                 | VA Emiraten – Colombia                      | 0 – 2                                       | WK-eindronde                                |                                             |
| 25                                          | 14 juni 1990                                | Joegoslavië – Colombia                      | 1 – 0                                       | WK-eindronde                                |                                             |
| 26                                          | 19 juni 1990                                | West-Duitsland – Colombia                   | 1 – 1                                       | WK-eindronde                                |                                             |
| 27                                          | 23 juni 1990                                | Kameroen – Colombia                         | 2 – 1                                       | WK-eindronde                                |                                             |
| Als speler van Atlético Nacional            |                                             |                                             |                                             |                                             |                                             |
| 28                                          | 29 januari 1991                             | Mexico – Colombia                           | 0 – 0                                       | Oefeninterland                              |                                             |
| 29                                          | 3 februari 1991                             | Zwitserland – Colombia                      | 3 – 2                                       | Oefeninterland                              |                                             |
| 30                                          | 25 juni 1991                                | Costa Rica – Colombia                       | 0 – 1                                       | Oefeninterland                              |                                             |
| 31                                          | 7 juli 1991                                 | Colombia – Ecuador                          | 1 – 0                                       | Copa América                                |                                             |
| 32                                          | 11 juli 1991                                | Colombia – Bolivia                          | 0 – 0                                       | Copa América                                |                                             |
| 33                                          | 13 juli 1991                                | Brazilië – Colombia                         | 0 – 2                                       | Copa América                                |                                             |
| 34                                          | 15 juli 1991                                | Uruguay – Colombia                          | 1 – 0                                       | Copa América                                |                                             |
| 35                                          | 17 juli 1991                                | Chili – Colombia                            | 1 – 1                                       | Copa América                                |                                             |
| 36                                          | 19 juli 1991                                | Brazilië – Colombia                         | 2 – 0                                       | Copa América                                |                                             |
| 37                                          | 21 juli 1991                                | Argentinië – Colombia                       | 2 – 1                                       | Copa América                                |                                             |
| 38                                          | 6 februari 1994                             | Saoedi-Arabië – Colombia                    | 1 – 1                                       | Oefeninterland                              |                                             |
| 39                                          | 18 februari 1994                            | Zweden – Colombia                           | 0 – 0                                       | Oefeninterland                              |                                             |
| 40                                          | 20 februari 1994                            | Colombia – Bolivia                          | 2 – 0                                       | Oefeninterland                              |                                             |
| 41                                          | 26 februari 1994                            | Colombia – Zuid-Korea                       | 2 – 2                                       | Oefeninterland                              |                                             |
| 42                                          | 3 maart 1994                                | Mexico – Colombia                           | 0 – 0                                       | Oefeninterland                              |                                             |
| 43                                          | 7 april 1994                                | Colombia – Bolivia                          | 0 – 1                                       | Oefeninterland                              |                                             |
| 44                                          | 17 april 1994                               | Colombia – Nigeria                          | 1 – 0                                       | Oefeninterland                              |                                             |
| 45                                          | 3 mei 1994                                  | Colombia – Peru                             | 1 – 0                                       | Oefeninterland                              |                                             |
| 46                                          | 5 mei 1994                                  | Colombia – El Salvador                      | 3 – 0                                       | Oefeninterland                              |                                             |
| 47                                          | 3 juni 1994                                 | Colombia – Noord-Ierland                    | 2 – 0                                       | Oefeninterland                              |                                             |
| 48                                          | 5 juni 1994                                 | Colombia – Griekenland                      | 2 – 0                                       | Oefeninterland                              |                                             |
| 49                                          | 18 juni 1994                                | Colombia – Roemenië                         | 1 – 3                                       | WK-eindronde                                |                                             |
| 50                                          | 22 juni 1994                                | Verenigde Staten – Colombia                 | 2 – 1                                       | WK-eindronde                                | 35' (e.d.)                                  |
| 51                                          | 26 juni 1994                                | Zwitserland – Colombia                      | 0 – 2                                       | WK-eindronde                                |                                             |

## Dood
Op 2 juli ging Escobar ondanks dringend advies van o.a. zijn manager Roberto Maturana en zijn ploeggenoot Chonto Herrera voor het eerst na de uitschakeling op het WK stappen met vrienden. Bij aankomst in de El Indio Bar van Medellín genoot de voetballer met zijn vrienden van een paar drankjes en was hij vrolijk aan het praten met andere feestvierders toen een paar mensen hem begonnen te beledigen en zijn fout tegen de VS sarcastisch toejuichten. Escobar verliet het pand, maar vier mannen volgden hem en zetten hun tirade voort. Boos reed Escobar met zijn auto over de parkeerplaats waarbij hij uit de auto riep dat zijn eigen doelpunt "een eerlijke fout" was geweest. Een toch al gespannen situatie escaleerde, Escobar werd met zes kogels in het hoofd neergeschoten en overleed ter plekke. Het is nooit helemaal duidelijk geworden of de moordenaar of moordenaars op eigen initiatief handelde of in opdracht van een goksyndicaat dat geld had ingezet op het Colombiaanse nationale elftal. Een andere mogelijkheid is dat het om een gewone ruzie ging.
Na de moord kwam er een hevig protest op gang tegen dit zinloos geweld. Nog steeds wordt elk jaar op 2 juli Escobar herdacht in zijn land. Zijn moordenaar Humberto Muñoz Castro kreeg 43 jaar cel, maar werd op 7 oktober 2005 na 11 jaar cel vrijgelaten wegens goed gedrag.

## Documentaire
In 2009 werd de documentaire The Two Escobars uitgebracht. Hierin komt de relatie tussen de twee belangrijkste personen van het Medellín van de roerige jaren 80 en 90 aan bod.

## Erelijst
Atlético Nacional
- Categoría Primera A: 1991, 1994
- Copa Interamericana: 1989
- CONMEBOL Libertadores: 1989